# Indotipula walkeri
Indotipula walkeri är en tvåvingeart som först beskrevs av Enrico Adelelmo Brunetti 1911.  Indotipula walkeri ingår i släktet Indotipula och familjen storharkrankar. Inga underarter finns listade i Catalogue of Life.